# Tămădău Mare
Tămădău Mare is een Roemeense gemeente in het district Călărași.
Tămădău Mare telt 2300 inwoners.